# سباستین کنتررس (بازیکن فوتبال آرژانتین)
سباستین کنتررس (اسپانیایی: Sebastián Contreras‎؛ زادهٔ ۵ آوریل ۱۹۹۰) بازیکن فوتبال اهل آرژانتین است.